# 施蒂纳茨
施蒂纳茨是奥地利布尔根兰州居辛县的一个市镇。总面积9.5平方公里，总人口1409人，人口密度148.3人/平方公里（2001年）。